# Falseta
Falseta – jedna z części składowych muzyki flamenco. Są to zwykle krótkie melodie wykonywane przez gitarzystę (gitarzystów) w czasie śpiewania pieśni lub towarzyszące tancerzom. W czasie solowego popisu na gitarze, artyści grają przedtem utworzone falsety lub improwizują nowe, które razem składają się na cały utwór. Falsetę można z grubsza porównać do improwizowanych "kawałków" jazzowych lub bluesowych.
Hiszpański poeta Federico García Lorca poświęcił tym improwizacjom wiersz pt. Falseta w swoim zbiorze wierszy Liryka pieśni głębokiej (hiszp. Poema del cante jondo). Jest on do dzisiaj chętnie śpiewany z akompaniamentem gitary lub pianina przez różnych wykonawców.

## Przykłady
Muzykę soleá, alegría i innych palos (stylów muzyki flamenco) można przedstawić jako melodię o dwóch rytmach – jednym rytmie na 6/8 i jednym na 3/4, chociaż zmiany melodii mają tendencję do akcentowania trzeciego i dziesiątego bitu, unikając klasycznej zachodniej idei pierwszego bitu, co może niewyrobionym słuchaczom mylić rozpoznawanie początku i środka melodii.
[12] 1 2 [3] 4 5 [6] 7 [8] 9 [10] 11
Muzyka siguiriya ma ten sam wzór co i soleá, ale przesunięty:
[12] 1 [2] 3 [4] 5 6 [7] 8 9 [10] 11
Chociaż wielu artystów wykonuje ją jak poniżej:
1 i 2 i 3 i i 4 i i 5 i
Muzyka farruca, ma 2 rytmy na 4/4, każda falseta ma 8 bitów:
[1] 2 [3] 4 [5] 6 [7] 8
Większość innych stylów trzyma się tych dwóch podstawowych rytmów, chociaż mogą występować różne wariacje takie jak np. granaína.